# Хипотека
Хипотека је заложно право на непокретности, које овлашћује (хипотекарног) повериоца да, ако (хипотекарни) дужник не исплати дуг о доспелости, захтева наплату потраживања обезбеђеног хипотеком из вредности заложене непокретности,
Хипотека је једини начин залагања непокретних ствари, који изузетно погодује правном промету. За дужника је повољан, зато што је то најјефтинији начин да дође до неког кредита (кредити обезбеђени хипотеком имају обично најнижу камату и дужи рок отплате), а за повериоца зато што је вредност заложене непокретности обично вишеструко већа од износа кредита, па може бити прилично сигуран у то да ће му дуг бити враћен са свим каматама.
Хипотека је за дужника повољна и из разлога што заложене непокретности остају у државини заложног дужника (за разлику од ситуације код ручне залоге), па ако дужник не испуни своју обавезу о доспелости, хипотекарни поверилац може намирити своје потраживање из вредности заложене непокретности пре: поверилаца који на њој немају хипотеку (хирограферни повериоци) и поверилаца који су хипотеку на њој стекли после њега (право првенства), без обзира на промену власника оптерећене непокретности.
Ималац хипотеке има стварно (апсолутно) право, које делује према свима, а то нарочито подразумева два права: право првенства и право слеђења.
Право првенства је одлика хипотеке карактеристична и за друга стварна права, што значи да је хипотека јача од облигационих права и истоврсног права које је касније настало.
Право следовања овлашћује хипотекарног повериоца да своје право остварује против свих трећих лица, као и против власника хипотековане непокретности. Тако, ако је дужник своју непокретност оптерећену хипотеком продао и предао трећем лицу, које је тако постало нови власник те непокретности, то неће утицати на право хипотекарног повериоца, у смислу да ће он и даље може наплатити из вредности хипотековане непокретности.
Како је хипотека врста заложног права на туђој ствари (ствари која је у власништву другог лица, односно ствари која није у власништву заложног повериоца), она је акцесорно (споредно) право, чије је постојање везано за постојање главног права (потраживања обезбеђеног хипотеком). То повлачи одређене последице: ако престане потраживање обезбеђено хипотеком као главно право, престаје и хипотека као акцесорно средство обезбеђења, и то моментом њеног брисања из одговарајућег регистра. Такође, ако неко треће лице стекне главно право (нпр. цесијом потраживања), стиче и хипотеку као акцесорно право.

## Предмет хипотеке
Предмет хипотеке су непокретне ствари, а најзначајнија непокретна ствар је земљиште. Поред земљишта, непокретностима се сматрају и покретне ствари које су трајно спојене са земљиштем на неки од следећих начина: грађењем објекта, доградњом објекта, реконструкцијом објекта, адаптацијом објекта, санацијом објекта, сејањем и сађењем. Даље, својство непокретности могу да имају и одређене покретне ствари које служе непокретности.
Предмет хипотеке може да буде:
1. непокретна ствар (право својине на земљишту, грађевинском објекту и сл.);
2. део непокретне ствари, у складу са одлуком о деоби;
3. сусвојински удео у непокретној ствари;
4. посебан део зграде на коме постоји право својине, односно друго право које садржи право располагања (стан, пословне просторије, гаража, гаражно место и др.);
5. право на земљишту које садржи овлашћење слободног правног располагања, а нарочито право грађења, право прече градње, или располагања у државној, односно друштвеној својини;
6. објекат у изградњи, као и посебан део објекта у изградњи (стан, пословне просторије, гаража, и др.), без обзира да ли је већ изграђен, под условом да је издато правноснажно одобрење за градњу у складу са законом којим се уређује изградња објеката.

Постоје и одређене ствари које су, по својој природи, покретне ствари, али се у стварном праву третирају као непокретности, па се на њима може засновати хипотека. Најбољи пример за то су бродови и ваздухоплови.
Треба имати у виду да постоје и непокретности које не могу бити оптерећене хипотеком (а ни другим средством стварног обезбеђења). Природна богатства, добра у општој употреби, мреже у јавној својини, водно земљиште и водни објекти у јавној својини, заштићена природна добра у јавној својини и културна добра у јавној својини не могу бити оптерећена хипотеком. Предмет залоге не могу бити покретне и непокретне ствари које користе здравствене установе.
Ствари које нису у промету (res extra commercium, ствари ван промета) нису подобне да се на њима заснује хипотека. Разлог за то је тај што се оне не могу, вансудским путем или у извршном судском поступку уновчити.
Објекат, земљиште под објектом и земљиште које служи за редовну употребу објекта чине јединствену целину приликом конституисања хипотеке. Предмет хипотеке може бити и друго стварно право на непокретности: право грађења, право прече градње и право располагања у државној или друштвеној својини.
Ради обезбеђења једног потраживања, хипотеком је могуће оптеретити више непокретности, без обзира да ли припадају истом или различитим власницима. У случају да се дуг не исплати по доспећу, поверилац може потраживање да наплати по свом савесном избору из вредности једне или више оптерећених непокретности, иако се, у земљишним регистрима, код заједничке хипотеке, упис једне непокретности увек означава као главни, док се остали уписи непокретности сматрају споредним. Оваква хипотека се назива заједничка (симултана) хипотека. 
Разлози за конституисање овакве хипотеке могу бити различити. Може се десити да непокретност има мању вредност од потраживања повериоца, па је потребно хипотеком оптеретити више непокретности, било истог власника било различитих власника. Са друге стране, може се догодити да непокретност, у време заснивања хипотеке на њој, има већу вредност од потраживања повериоца које се хипотеком обезбеђује, али да се очекује да ће вредност хипотековане непокретности у будућности падати, па поверилац затражи додатно обезбеђење.

## Домашај хипотеке
Хипотека обухвата целу непокретност, и то:
1. све саставне делове непокретности, природне плодове који нису одвојени од непокретности, осим ако је уговором о хипотеци друкчије одређено;
2. индустријске плодове, под условом да су постојали у време настанка хипотеке;
3. припатке непокретности који су постојали у време настанка хипотеке и који су као такви одређени уговором о хипотеци, али не и ствари у својини трећих лица; припаци непокретности који су стекли то својство после настанка хипотеке нису предмет хипотеке, осим ако странке нису то изричито предвиделе уговором;
4. непокретности по намени, пошто су део самосталне непокретности и деле њену правну судбину, па се конституисана хипотека на самосталној непокретности простире и на њих;
5. сва побољшања и повећања вредности непокретности до којих је дошло после заснивања хипотеке.

## Потраживање које се обезбеђује
То може бити свако потраживање, укључујући и будуће или условно потраживање, као и потраживање изражено у страној валути. Оно обухвата главно потраживање, камату и трошкове наплате. Део потраживања који није обезбеђен хипотеком може да се наплати само из остале дужникове имовине. Потраживање мора да буде у потпуности одређено - износ главнице, износ камата, датуми доспећа рата, итд. То потраживање је најчешће из уговора о кредиту.

## Настанак хипотеке
Хипотека се стиче уписом у надлежни регистар непокретности (modus acquirendi, начин стицања), на основу одговарајућег правног основа (iustus titulus, основ стицања). Упис хипотеке је каузалан, што значи да се заснива на неком од правних основа стицања - хипотека се не може уписати независно од основа стицања.
Упис хипотеке се врши на основу исправа које су подобне за коначан упис права, а предбележба хипотеке се врши на основу исправа која није подобна за коначан упис права (нпр. уговор о хипотеци не садржи овлашћење за укњижбу).
Основ за укњижбу хипотеке мора да садржи клаузулу интабуланди (clausula intabulandi) - одредбу којом се дужник или власник непокретности обавезује да ће допустити упис хипотеке у земљишни регистар у корист хипотекарног повериоца.
Постоји четири правна основа настанка хипотеке:
1. уговор или судско поравнање (уговорна хипотека);
2. заложна изјава (једнострана хипотека);
3. закон (законска хипотека)
4. судска одлука (судска хипотека).

По важећем Закону о хипотеци,  правила о уговорној хипотеци се сходно примењују на једнострану, законску и судску хипотеку, ако законом није другачије прописано.

#### Уговор о хипотеци (уговорна хипотека)
Уговор о хипотеци је уговор између власника непокретности и повериоца којим се власник непокретности обавезује, ако дуг не буде исплаћен о доспелости, да поверилац наплати своје обезбеђено потраживање из вредности те непокретности, на начин прописан законом. Дуг доспева у складу са уговором или другим правним основом из кога произилази. Уговор о хипотеци може да буде самосталан или део уговора који уређује само потраживање (уговора о зајму, кредиту и др.).
Уговор о хипотеци може имати различиту форму, у зависности од тога каква је његова садржина. Уколико (писани) уговор о хипотеци садржи изричиту изјаву обавезаног лица да се, на основу уговора о хипотеци, ради остваривања дуговане чинидбе, по доспелости потраживања, може непосредно спровести принудно извршење судским или вансудским путем, он мора бити закључен у форми јавнобележничког записа. Ако уговор о хипотеци, пак, не садржи поменуту изјаву, он се закључује у форми јавнобележнички потврђене (солемнизоване) исправе.
Уговор о хипотеци може да закључи власник непокретности или друго лице које има право располагања, као и инвеститор и купац објекта у изградњи или посебног дела објекта у изградњи. На овом месту је битно нагласити да власник хипотековане непокретности, који закључује уговор о хипотеци са повериоцем, не мора бити истовремено и дужник из главног уговора. Наиме, може се догодити да лице које није дужник из главног уговора закључи са повериоцем уговор о хипотеци, оптерећујући на тај начин сопствену непокретност. У том случају се разликују два лица: дужник (из главног уговора) и хипотекарни дужник (који оптерећује своју непокретност, а није дужник из главног уговора).
Уговорна хипотека се може уписати на захтев:
1. власника непокретности, односно његовог старатеља или законског заступника;
2. дужника;
3. повериоца.

Упис уговорне хипотеке на објекту у изградњи врши се на следећи начин:
1. на земљишту на којем се објекат гради, уписује се хипотека на објекту у изградњи, а по упису објекта у регистар непокретности, хипотека се уписује на изграђеном објекту, односно посебном делу зграде, по службеној дужности;
2. ако је инвеститор продао купцу објекат у изградњи, односно посебни део објекта у изградњи, и хипотекарни поверилац купца може да захтева упис хипотеке на објекту у изградњи, односно посебном делу објекта, а по упису објекта у регистар непокретности, хипотека се уписује на изграђеном објекту, односно посебном делу зграде, по службеној дужности. Ако објекат у току изградње промени власника, нови власник ступа у права и обавезе претходног власника према лицима у чију корист је уписана хипотека. Објектом у изградњи, у смислу Закона о хипотеци [1], сматра се и физички завршен објекат, односно његов засебни део, који није уписан у регистар непокретности, ако задовољава услове за упис хипотеке на објекту у изградњи. Ризик евентуалног рушења непрописно саграђеног објекта, на коме је уписана хипотека, сносе власник непокретности, дужник и поверилац, у складу са њиховим унутрашњим односима.

Уговор о хипотеци мора да садржи (уговор о хипотеци производи правна дејства само ако садржи обавезне битне састојке одређене Законом о хипотеци ):
1. име и презиме, пребивалиште или боравиште, односно пословно име и седиште повериоца, залогодавца, као и дужника, ако су то различита лица;
2. безусловну изјаву власника (залогодавца) да пристаје да поверилац упише хипотеку на његовој непокретности (clausula intabulandi);
3. прецизне податке о потраживању које се обезбеђује, валути обрачуна и валути плаћања, износу појединих рата и времену њихове доспелости и месту и начину плаћања, односно податке о главном потраживању, каматној стопи или другим елементима на основу којих се може одредити висина камате, месту и начину плаћања камате, као и износу других споредних давања ако су уговорена, роковима доспевања потраживања, односно начину на који се одређује доспелост, ако рок није одређен;
4. податке о хипотекованој непокретности, односно непокретностима, укључујући и доказ о власништву, односно о другом праву из Закона о хипотеци [1];
5. податке о стварима из Закона које хипотека обухвата.

Уговор о хипотеци не сме да, у време закључења уговора, а пре доспелости обезбеђеног потраживања, садржи одредбе које дају овлашћење повериоцу да, ако дуг не буде исплаћен о доспелости: 
1. стекне право својине на заложеној ствари;
2. по унапред одређеној цени прода ствар;
3. по унапред одређеној цени ствар задржи за себе;
4. употребљава предмет хипотеке, односно да прибира плодове које даје предмет хипотеке или искоришћава предмет хипотеке на други начин.

Овакве уговорне одредбе из уговора о хипотеци се називају lex commissoria. Важећи Закон о хипотеци , забрањује lex commissoria и предвиђа санкцију делимичне ништавости ако је lex commissoria уговорен у време закључења главног уговора или уговора о хипотеци. Треба имати у виду да ништавост lex commissoria не значи ништавост целог уговора о хипотеци који садржи такве клаузуле (делимична ништавост), ако тај уговор о хипотеци може опстати без ништаве одредбе или ако је ништава одредбе била услов или одлучујућа побуда уговора, али је ништавост установљена да би уговор био ослобођен те одредбе и важио без ње. Међутим, уколико су поменуте клаузуле уговорене после доспелости обезбеђеног потраживања, оне производе пуноважно правно дејство.

#### Заложна изјава (једнострана хипотека)
Једнострана хипотека настаје на основу заложне изјаве. Заложна изјава је исправа сачињена од стране власника непокретности, којом се он једнострано обавезује, уколико дуг не буде исплаћен о доспелости, да поверилац наплати своје обезбеђено потраживање из вредности те непокретности, на начин прописан законом. Заложна изјава по форми и садржини одговара садржини и форми уговора о хипотеци. Упис хипотеке у земљишни регистар (modus acquirendi, начин стицања) на основу заложне изјаве врши се на захтев власника или повериоца.

#### На основу самог закона (законска хипотека)
У нашем праву постоји неколико случајева када хипотека настаје на основу закона, један од њих је хипотека коју има орган управе задужен за порезе на непокретности за коју се порез дугује. Оно што је специфично за овакве хипотеке је то што оне (за разлику од осталих врста хипотека) постоје и без уписа у регистар - па се зато и не уписују. Овакве хипотеке ће имати првенство у наплати (наплаћују се пре осталих врста хипотека).

#### На основу судске одлуке (судска хипотека)
Увек када неко поднесе захтев за принудно извршење, суд ће ставити хипотеку на непокретности које су предмет извршног поступка. Упис у регистре код ове хипотеке такође није неопходан, јер ће она постојати и без њега, али се ипак уписује због публицитета (види начела заложног права у чланку Заложно право).

## Преношење хипотеке
Хипотекарни поверилац има право да право потраживања које има према дужнику уступи трећем лицу (цесија потраживања). Како је хипотека споредно (акцесорно) право, нераздвојиво од главног потраживања, у случају уступања потраживања, заједно са потраживањем, прелази на треће лице (пријемника) и хипотека. Прецизније речено, и у овом случају треће лице (пријемник) стиче хипотеку тек када се она упише у земљишни регистар, а уговор о уступању потраживања (цесија потраживања) представља правни основ стицања хипотеке.
Није могуће закључити уговор о преносу хипотеке без истовременог преношења потраживања које је обезбеђено хипотеком - такав уговор је противан императивним прописима, јер се директно противи начелу акцесорности хипотеке.
За пуноважност преноса потраживања (обезбеђеног хипотеком) није потребан пристанак дужника, с тим да хипотекарни поверилац има обавезу да дужника обавести о извршеном уступању, како би дужник знао коме треба да испуни обавезу.
Уколико неко лице испуни дужникову обавезу, а има неки правни интерес у томе, повериочево потраживање, заједно са хипотеком (и, евентуално, другим споредним правима), прелази, по самом закону, на лице које је такву обавезу испунило (законска суброгација).
Поред тога што хипотекарни поверилац има право да уступи потраживање обезбеђено хипотеком трећем лицу, он може своје потраживање обезбеђено хипотеком заложити свом повериоцу (натхипотекарни поверилац). Поверилац и натхипотекарни поверилац закључују уговор који мора имати форму прописану Законом о хипотеци за уговор о хипотеци - таквим уговором настаје хипотека на хипотеци (натхипотека). Исти уговор мора садржати изричиту и безусловну изјаву хипотекарног повериоца да се натхипотекарни поверилац може уписати у том својству у регистар непокретности (clausula intabulandi). Натхипотекарни поверилац стиче натхипотеку на исти начин као што је хипотекарни поверилац стекао хипотеку - уписом у регистар непокретности. Од тог момента натхипотека производи правно дејство према трећим лицима. Међутим, без обзира на упис, уговор између хипотекарног и натхипотекарног повериоца производи правно дејство према дужнику од момента када му стигне писмено обавештење о залагању потраживања. Писмено обавештење се не упућује дужнику како би он дао сагласност на уговор - хипотекарни поверилац своје потраживање према дужнику може заложити свом повериоцу (натхипотекарном повериоцу) и без сагласности дужника. Моменат приспећа таквог обавештења је значајно из разлога што, од тог момента, дужник може своју обавезу пуноважно испунити само натхипотекарном повериоцу (повериоцу свог повериоца). Све што је речено код форме уговора о хипотеци важи и за уговор о натхипотеци.

## Права и обавезе власника непокретности

#### Права власника непокретности
Власник, и после заснивања хипотеке, има право да:
1. држи предмет хипотеке;
2. употребљава предмет хипотеке према уобичајеној намени;
3. убира природне или цивилне плодове које предмет хипотеке даје;
4. отуђи предмет хипотеке (нпр. прода или поклони кућу која је под хипотеком) и пренесе право на прибавиоца (нпр. изда кућу у закуп или је стави под нову хипотеку), у ком случају се не мења ништа у дужниковој обавези и у обезбеђеном потраживању, јер прибавилац може у регистрима да види хипотеку (штавише то је његова дужност), те да сам одлучи хоће ли да прибави такву непокретност;
5. отуђи део непокретности - ако власник (уз сагласност повериоца), изврши деобу или спајање предмета хипотеке са другом непокретношћу, хипотека се, по службеној дужности, уписује и на тим непокретностима.

#### Обавезе власника непокретности
Власник хипотековане непокретности има обавезу да:
1. не мења предмет хипотеке, без писмене сагласности повериоца, коју поверилац не може да одбије да изда без оправданог разлога;
2. чува и одржава предмет хипотеке, како не би умањио вредност предмета хипотеке
3. осигура предмет хипотеке од свих уобичајених ризика, пре настанка хипотеке.

У циљу контроле испуњавања поменутих обавеза хипотекарног дужника, хипотекарном повериоцу се признаје право приступа непокретности, укључујући и улазак у непокретност, без обзира ко се у њој налази. Овом праву хипотекарног повериоца корелативна је обавеза власника, односно закупца, као и сваког другог држаоца непокретности да сарађује са повериоцем у погледу остваривања његовог права приступа непокретности.
Хипотекарни поверилац има још једно значајно право које штити његову хипотеку. Уколико поверилац, током контроле стања непокретности, утврди да услед понашања власника или неког другог непосредног држаоца непокретности, постоји опасност да дође до смањења вредности предмета хипотеке или ако је до смањења вредности већ дошло, па постоји опасност да, услед тога, неће бити довољно средстава за намирење његовог потраживања, он има право да захтева од дужника да му он пружи додатно обезбеђење. Уколико дужник, у оваквој ситуацији, одбије да повериоцу пружи додатно обезбеђење његовог потраживања, поверилац има право да захтева наплату целокупног потраживања из вредности непокретности, без одлагања. Поверилац може да захтева од ванпарничног суда да утврди да ли је вредност предмета хипотеке смањена, а има право да тражи да су нареди власнику или ком другом непосредном држаоцу да престане са одређеним понашањем, ако је услед таквог понашања вредност предмета хипотеке смањена или прети опасност да до смањења вредности предмета хипотеке дође. 

## Намирење

#### Општа правила намирења
Хипотекарни поверилац може, ако дужник не исплати дуг о доспелости, да намири своје потраживање из вредности хипотековане непокретности, без обзира у чијој својини или државини се она налази у том тренутку. 
Право повериоца на хипотеку не значи обавезу намирења на предмету хипотеке. Поверилац има могућност и да захтева намирење на преосталој имовини хипотекарног дужника, има положај обичног (хирограферног) повериоца.
Хипотекарни поверилац може да захтева да своје доспело потраживање намири:
1. најпре из вредности хипотековане непокретности, а затим из остале имовине дужника;
2. истовремено из вредности хипотековане непокретности и из дужникове имовине; или
3. најпре из дужникове преостале имовине, па тек потом из вредности хипотековане непокретности.

Као што је раније напоменуто, хипотекарни поверилац се, из вредности хипотековане непокретности, може наплатити независно од чињенице да ли је његово потраживање настало пре или после потраживања обичних поверилаца - хипотекарни поверилац увек има предност у односу на обичне (хирограферне) повериоце. Предност у односу на обичне повериоце, хипотекарни поверилац има и погледу тога да своје потраживање може, из вредности предмета хипотеке, намирити и у случају да је његово (обезбеђено) потраживање застарело. Међутим, кад обезбеђено потраживање застари, хипотекарни поверилац може намирити, из вредности хипотековане непокретности, само износ потраживање, а не и камату и друга повремена давања.
Регуларно намирење се спроводи у складу са Законом о извршном поступку, као и законом који уређује принудну наплату пореских потраживања на непокретностима.
Поступак намирења тече тако што поверилац најпре тужи дужника. Решење које суд донесе служи као извршна исправа. На основу њега се покреће извршни поступак (чије се покретање забележава се у регистру хипотека). Затим се непокретност продаје (на јавној продаји]], по берзанској или тржишној]] цени]], по процени вештака...) и намирују се сл. редом:
1. трошкови продаје;
2. евентуалне законске хипотеке;
3. остале хипотеке (и то по оном реду по ком су уписиване);
4. камате и друга повремена давања (сем ако је потраживање застарело);

Евентуални остатак се враћа власнику хипотековане непокретности.
Хипотекарни поверилац може да се намири из вредности хипотековане непокретности и после застарелости обезбеђеног потраживања. У том случају камата и друга повремена давања не могу се намирити из предмета хипотеке, већ само главница дуга.
```
Накнадни уговор
 закључују поверилац и власник непокретности у писменој форми, са потписима овереним у суду, односно од стране другог законом овлашћеног органа, а њиме може да се уговори:
```

1. делимични или потпуни пренос права својине, односно другог стварног права на предмету хипотеке, на повериоца, уместо испуњења дуга;
2. сваки други посао којим се постиже брисање хипотеке са непокретности.

Поверилац ће без одлагања обавестити дужника о накнадном уговору.
Може се десити да хипотекарни дуг исплати лице које није дужник. У том случају (тзв. реална суброгација) то лице ступа на место хипотекарног повериоца и преузима сва његова права.

#### Вансудско намирење
Иако је правило да се неисплаћен дуг намирује судским путем, због неефикасности нашег судства, а у циљу побољшања правног промета и појефтињења кредита, држава је направила уступак (пре свега банкама) у виду вансудског намирења. Овај начин намирења детаљно уређује Закон о хипотеци.
Да би било могуће вансудски намирити свој дуг мора да постоји тзв. извршна исправа.
У смислу Закона о хипотеци, писмено се сматра урученим повериоцу ако је послато препорученом поштом на адресу повериоца из уговора о хипотеци или на адресу из повериочеве опомене у којој се захтева одговор дужника.
Уколико у року од 30 дана од дана пријема прве опомене дужник не исплати дуг, поверилац ће дужнику и власнику непокретности упутити опомену о продаји непокретности која садржи:
1. податке о уговору о хипотеци и хипотекованој непокретности;
2. опис повреде уговора о хипотеци на основу кога се захтева реализација хипотеке;
3. обавештење да је целокупан дуг доспео на наплату;
4. износ дуга који је доспео на наплату;
5. радње које дужник или власник мора да предузме да би исплатио дуг и избегао продају непокретности;
6. рок у коме дужник или власник мора да испуни обавезе да би избегао продају непокретности;
7. опомену да уколико дужник или власник не предузме те радње и тиме испуни дуг, поверилац ће продајом хипотековане непокретности прекинути државину на непокретности;
8. обавештење о избору начина продаје непокретности;
9. име и неопходне податке о представнику повериоца коме се дужник може обратити ради одржавања састанка;
10. друге информације за које поверилац сматра да су од значаја.

Поверилац ће истовремено послати регистру непокретности захтев да се изврши забележба хипотекарне продаје у корист повериоца и:
1. копију опомене о продаји непокретности;
2. копију уговора о хипотеци;
3. изјаву да дужник до тог дана није испунио дуг;
4. доказе да су прва опомена и опомена о продаји послате дужнику и власнику непокретности.

Регистар непокретности ће, у року од седам дана од дана пријема захтева за забележбу, извршити забележбу хипотекарне продаје у корист повериоца и доставити повериоцу, дужнику и власнику непокретности решење о забележби хипотекарне продаје. Забележба хипотекарне продаје и решење хипотекарне продаје садржи:
1. изричито овлашћење да хипотекарни поверилац, када решење постане правоснажно, али не пре истека рока од 30 дана од дана издавања решења, може као хипотекарни поверилац у своје име продати непокретност, у складу са одредбама овог закона;
2. забрану продаје хипотековане непокретности од стране власника. Власник, дужник и поверилац имају право жалбе надлежном органу на решење о забележби хипотекарне продаје у року од 15 дана од дана пријема решења. Надлежни орган мора донети другостепено решење у року од 15 дана од дана подношења жалбе.

Жалба ће бити уважена ако дужник или власник достави регистру непокретности неспорне писмене доказе да:
1. потраживање не постоји;
2. хипотека не постоји;
3. потраживање није доспело за наплату; или
4. је дуг исплаћен.

Другостепено решење, коначно је и извршно и против њега није дозвољена тужба или правни лек.
Дужник, односно власник непокретности може, у року од 10 дана од дана добијања опомене о продаји непокретности, затражити састанак са повериоцем односно његовим представником, који је у обавези да га прими у својим просторијама у току радног времена. Право повериоца да приступи продаји хипотековане непокретности неће бити ограничено или одложено ако се стране не договоре на начин предложен од стране дужника на овом састанку. 
Ако дужник не исплати дуг до дана правоснажности решења о забележби хипотекарне продаје, а од дана издавања тог решења прође рок од 30 дана, поверилац на основу решења може приступити продаји хипотековане непокретности путем аукције или непосредне погодбе. Избор једног начина продаје не искључује могућност примене другог начина продаје, ако непокретност остане непродата. Пре приступања продаји поверилац је дужан да утврди оријентациону тржишну вредност непокретности ангажовањем овлашћеног судског вештака.
Поверилац може сам организовати аукцијску продају непокретности или је може поверити лицу које се тиме професионално бави. Оглас о одржавању аукцијске продаје мора бити на видан начин објављен у дневном листу који се продаје у региону у коме се налази хипотекована непокретност и то најмање 45 дана пре заказане продаје. Јавни оглас садржи:
1. опис непокретности;
2. име и презиме, односно назив повериоца;
3. податке како контактирати повериоца;
4. почетну цену на аукцији;
5. време и место аукције;
6. друге информације за које поверилац сматра да су од значаја.

Поверилац ће истовремено послати дужнику, власнику непокретности, односно трећим лицима која имају права на хипотекованој непокретности обавештење о огласу које садржи:
1. све елементе огласа;
2. изјаву у ком року се може исплатити целокупан дуг да би се избегла продаја.

Почетна цена на аукцији не може бити нижа од 75% процењене вредности. Ако прва аукција не успе, почетна цена на другој аукцији не може бити нижа од 60% од процењене вредности. Изузетно, поверилац и власник, односно дужник могу, приликом организовања аукцијске продаје, у писменом облику уговорити да се непокретност може продати и по нижој цени од 75% процењене вредности, односно од 60% процењене вредности.
Поверилац може дати сопствену понуду на аукцији.
Поверилац, на основу правноснажног решења о забележби хипотекарне продаје, а по истеку рока од 30 дана од дана издавања решења, може у своје име продати непокретност непосредном погодбом, по цени која је приближна тржишној. Под тржишном ценом, у смислу овог закона, подразумева се уобичајена цена која се може постићи продајом те непокретности у доброј вери, у време хипотекарне продаје. Поверилац може продавати непокретност самостално или уз ангажовање адвоката, односно агенције за промет непокретности. Уколико се продаја врши преко адвоката или преко агенција за промет непокретности, уобичајени хонорар, односно провизија могу бити укључени у продајну цену. Најкасније у року од 15 дана пре закључења уговора о продаји непокретности, поверилац ће о продаји обавестити дужника, власника непокретности и лица која имају друга права на непокретности, обавештењем које садржи:
1. износ целокупног потраживања;
2. процењену вредност непокретности;
3. битне елементе уговора о продаји непокретности;
4. датум за када се предвиђа закључење уговора о купопродаји;
5. начин на који ће се средства добијена од продаје расподелити;
6. датум када непокретност мора бити исељена и испражњена;
7. изјаву у ком року може да се испуни целокупна обавеза, да би се избегла продаја непокретности.

У току вансудског поступка намирења, надлежни орган унутрашњих послова дужан је да без одлагања хипотекарном повериоцу, односно његовом заступнику, пружи сву помоћ неопходну за спровођење поступка намирења, у случају да власник, односно други држалац непокретности у поступку њене продаје не дозвољава приступ непокретности, односно одбија да се добровољно исели из непокретности. Надлежни орган унутрашњих послова, пружа помоћ на основу увида у решење о забележби хипотекарне продаје, односно уговора о продаји непокретности.
У случају да цена остварена на аукцијској продаји или непосредном погодбом не намирује целокупно потраживање повериоца, дужник остаје дужан повериоцу преостали дуг у износу разлике између целокупног потраживања и остварене цене. Преостали дуг биће умањен за износ разлике између 75% процењене цене непокретности и остварене цене, ако је остварена цена нижа од 75% процењене цене, код оба начина продаје. Ако цена хипотековане непокретности, добијена на аукцијској продаји или непосредном нагодбом, превазилази висину потраживања, хипотекарни поверилац дужан је да хипотекарном дужнику исплати ту разлику.
Ако се хипотекарни поверилац намири стицањем права својине на хипотекованој непокретности, сматра се да је потраживање намирено у тренутку стицања права својине.

#### Намирење у случају објекта у изградњи
Ако је предмет хипотеке објекат у изградњи, његова продаја ради намирења врши се уступањем права градње утврђеног правноснажним одобрењем за градњу, уз накнаду, и продајом ствари које су уграђене у објекат у изградњи. Орган који је издао одобрење за градњу, на захтев купца објекта у изградњи, издаће без одлагања купцу истоветно одобрење за градњу на његово име и поништити старо одобрење за градњу. Купац по самом закону ступа у сва права и обавезе продавца по основу одобрења и пре издавања одобрења купцу.

## Расподела средстава добијених вансудском продајом непокретности
Поверилац ће, у року од седам дана од дана наплате продајне цене непокретности, следећим редом намирити:
1. трошкове продаје, укључујући трошкове и хонораре трећих лица;
2. потраживање хипотекарног повериоца;
3. потраживање хипотекарног повериоца нижег реда или другог повериоца са једнаким редом обезбеђења;
4. преостали износ припада дужнику.

Поверилац ће, у року од седам дана након расподеле средстава, дужнику и свим трећим лицима која имају права на непокретности, доставити коначни обрачун расподеле средстава.
Ако је предмет хипотеке у стечајном поступку, поверилац има разлучно право засебног намирења из вредности непокретности.

## Редослед намирења
Кад је један предмет хипотеке заложен неколицини хипотекарних поверилаца, редослед по коме се исплаћују њихова потраживања из цене добијене продајом предмета хипотеке одређује се према дану, часу и минуту настајања хипотеке, рачунајући од момента прве уписане хипотеке.

## Престанак хипотеке

#### Испис
Хипотека престаје исписом из регистра непокретности у који је била уписана, у складу са законом. Испис хипотеке врши се, на захтев дужника, власника или повериоца, ако обезбеђено потраживање престане на начин дозвољен законом.
- Испис хипотеке на захтев власника, врши се само ако је дуг исплаћен у потпуности. Захтев садржи:

1. писмену изјаву хипотекарног повериоца да пристаје на испис хипотеке; или
2. правноснажну судску одлуку којом се утврђује да је потраживање хипотекарног повериоца престало.

Поверилац је дужан да дозволи брисање хипотеке уколико му је потраживање у целости исплаћено.
Поверилац је дужан да изда дужнику и власнику хипотековане непокретности потврду о измиреном дугу, без одлагања, након измирења дуга, и да му да сагласност за брисање хипотеке.
- Хипотека престаје и кад предмет пропадне у целости, и власник може да захтева испис хипотеке. Хипотека се поново успоставља ако власник обнови предмет, а поновни упис врши се по самом закону.

Хипотека се своди на преостали део ако предмет делимично пропадне, а исправка уписа врши се по самом закону.
У случају пропасти или делимичне пропасти предмета хипотеке, хипотекарни поверилац, по самом закону, стиче заложно право на потраживању накнаде из осигурања, односно на исплаћеној накнади. Добијени износ расподељује се међу хипотекарним повериоцима према редоследу уписа њихових права хипотеке.
- Хипотека престаје и кад, у циљу задовољења општег интереса (експропријација и сл.), а у складу са законом и на основу одлуке надлежног органа, право власника на предмету хипотеке пређе на треће лице. Испис се врши:

1. на захтев новог власника непокретности;
2. хипотекарни поверилац стиче заложно право на потраживању накнаде, односно на исплаћеној накнади, односно уписује хипотеку на непокретности која је предата у својину власнику уместо одузете непокретности у општем интересу (накнада се расподељује међу хипотекарним повериоцима према редоследу уписа њихових права хипотеке).

- Хипотека престаје и кад је извршена судска јавна продаја предмета. Испис се врши на основу правноснажне судске одлуке о намирењу хипотекарних поверилаца.

- Хипотека престаје и кад је, на основу веродостојне исправе или извршне исправе, у складу са Законом, предмет хипотеке продат вансудским путем и кад је поверилац намирен или кад је поверилац намирен на основу накнадног уговора. Испис се врши:

1. на захтев купца предмета хипотеке;
2. права доцнијих хипотекарних поверилаца остају резервисана.

- Хипотека престаје исписом и када:

1. се у истом лицу стекне својство хипотекарног повериоца и хипотекарног дужника (конфузија); или
2. хипотекарни поверилац стекне право својине на хипотекованој непокретности (консолидација). Испис се врши на захтев власника, дужника или повериоца.

- Хипотека престаје и на основу једностране писмене изјаве воље повериоца, са потписом овереним у суду или код другог органа овлашћеног законом. Испис се врши на захтев власника који садржи у прилогу претходну изјаву.

- Хипотека престаје и на основу правоснажне судске одлуке којом се утврђује амортизација, у складу са законом, на предлог власника, сувласника или титулара заједничке својине, ако:

1. је протекло двадесет година од доспелости обезбеђеног потраживања (старе хипотеке);
2. уписани хипотекарни поверилац више не постоји или се не може пронаћи, ни његови наследници (универзални сукцесори), ни лица која су доцније уписана као пријемници (цесионари) потраживања обезбеђеног хипотеком;
3. за протекло време уписани хипотекарни поверилац није захтевао, нити примио исплату ни главног потраживања ни камате нити је то захтевало било које овлашћено лице уписано у регистар непокретности. Испис се врши на захтев власника, сувласника или заједничара.

#### Заснивање нове хипотеке
Хипотека која није исписана, ако је обезбеђено потраживање престало, у року од 3 године од дана када је потраживање престало може да се пренесе на новог повериоца или, ради обезбеђења другог потраживања, на старог повериоца, до износа потраживања обезбеђеног неисписаном хипотеком. Пренос се врши на захтев власника, који у прилогу садржи доказ да је потраживање престало.
Одрицање власника од права на располагање неисписаном хипотеком, не производи правно дејство, осим ако:
1. се власник уговором обавеже према трећем лицу, а нарочито према хипотекарном повериоцу са доцнијим редом првенства, да ће у његову корист захтевати испис одређене хипотеке;
2. се у регистар непокретности упише забележба такве обавезе код те хипотеке.

Хипотекарни повериоци са доцнијим редом првенства хипотека:
1. не могу да се противе упису новог хипотекарног повериоца на упражњено место неисписане хипотеке;
2. задржавају место на коме се њихове хипотеке налазе.

Власник предмета хипотеке, уз захтев за испис, може да захтева забележбу првенственог реда за упис нове хипотеке:
1. до износа потраживања обезбеђеног старом (ранијом) хипотеком;
2. на месту које је имала стара (ранија) хипотека;
3. у року од три године од дана када је забележба била дозвољена.

У случају преноса права на предмету хипотеке, забележба задржавања права првенственог реда производи правно дејство у корист новог носиоца права. Ово се сходно примењује када нова хипотека треба да ступи на место две или више хипотека које у првенственом реду долазе једна иза друге.
Нова хипотека може, на захтев власника, да се упише на месту већ уписане хипотеке, са истим првенственим редом и до износа потраживања обезбеђеног већ уписаном хипотеком. У том случају:
1. упис производи правно дејство ако се стара хипотека испише у року од годину дана од дана када је дата дозвола за упис нове хипотеке;
2. испис старе хипотеке врши се на захтев власника или повериоца у чију корист је уписана нова хипотека.

Ако је на старој хипотеци заснована надхипотека, нова хипотека производи правно дејство ако:
1. се избрише и надхипотека; или
2. надхипотекарни поверилац и поверилац у чију корист се уписује нова хипотека дају пристанак да се надхипотека пренесе на нову хипотеку.

Ако је стара хипотека заснована на више непокретности (симултана хипотека), нова хипотека производи правно дејство ако се стара хипотека испише из свих регистара непокретности у којима је уписана. Ово се сходно примењује кад нова хипотека треба да ступи на место двеју или више хипотека које у првенственом реду долазе једна иза друге.

## Централна евиденција хипотека - ЦЕХ
Централна евиденција хипотека (ЦЕХ) је централна јединствена јавна база података у коју се уносе хипотеке уписане у надлежни регистар непокретности, ради претраживања и прикупљања информација о хипотекама.
Централну евиденцију хипотека води Републички геодетски завод - катастар непокретности, у складу са законом. У вршењу своје надлежности, катастар непокретности је дужан да:
1. се стара о законитом, систематичном и ажурном вођењу Централне евиденције хипотека;
2. пропише образац обавештења које је надлежни регистар дужан без одлагања доставити катастру непокретности;
3. предузме друге акте и радње неопходне за несметано и правилно функционисање Централне евиденције хипотека, у складу са законом.

Катастар непокретности, по службеној дужности, обавља:
1. унос хипотека уписаних у надлежни регистар непокретности;
2. унос других података о хипотекама уписаним у надлежни регистар непокретности;
3. унос сваке промене или брисање података, које су извршене у надлежном регистру непокретности.

Катастар непокретности може ближе уредити унос података.
Приликом уноса података, катастар непокретности поступа непосредно на основу обавештења и не доноси посебне акте.
Републички геодетски завод - катастар непокретности, не одговара за тачност и потпуност података уписаних у Централну евиденцију хипотека.
Централна евиденција хипотека доступна је свим лицима, без ограничења, ради претраживања или прикупљања информација, у сваком тренутку у оквиру радног времена катастра непокретности или путем Интернета, и ван радног времена, без накнаде. Свако има право приступа подацима унетим у Централну евиденцију хипотека.
Средства за одржавање Централне евиденције хипотека обезбеђују се из прихода остварених по основу накнаде за унос хипотека и из других прихода катастра непокретности, у складу са законом.
- www.rgz.sr.gov.yu/ceh